# ویتوبل
ویتوبل (به لاتین: Witobel) یک روستا در لهستان است که در گمینا ستنشو واقع شده‌است. ویتوبل ۸۰۰ نفر جمعیت دارد.